# Tour final des éliminatoires de la zone Amérique du Nord, Amérique centrale et Caraïbes de la Coupe du monde de football 2022
Cet article donne les résultats du tour final de la zone Amérique du Nord, Amérique centrale et Caraïbes pour les éliminatoires de la Coupe du monde 2022.

## Format
Les équipes de la CONCACAF classées de la 1re à la 5e de la zone suivant le classement FIFA de juillet 2020 et les trois vainqueurs du deuxième tour se retrouvent dans un groupe de huit équipes et s'affrontent toutes en matchs aller retour. Les trois premiers se qualifient pour la Coupe du monde et le quatrième joue un barrage intercontinental.
Les rencontres se déroulent du 2 septembre 2021 au 30 mars 2022.

## Résultats
| Rang | Équipe     | Pts | J  | G | N | P  | Bp | Bc | Diff |  | Résultats (▼ dom., ► ext.) |     |     |     |     |     |     |     |     |
| ---- | ---------- | --- | -- | - | - | -- | -- | -- | ---- |  | -------------------------- | --- | --- | --- | --- | --- | --- | --- | --- |
| 1    | Canada     | 28  | 14 | 8 | 4 | 2  | 23 | 7  | +16  |  | Canada                     |     | 2-1 | 2-0 | 1-0 | 4-1 | 4-0 | 3-0 | 1-1 |
| 2    | Mexique    | 28  | 14 | 8 | 4 | 2  | 17 | 8  | +9   |  | Mexique                    | 1-1 |     | 0-0 | 0-0 | 1-0 | 2-1 | 2-0 | 3-0 |
| 3    | États-Unis | 25  | 14 | 7 | 4 | 3  | 21 | 10 | +11  |  | États-Unis                 | 1-1 | 2-0 |     | 2-1 | 5-1 | 2-0 | 1-0 | 3-0 |
| 4    | Costa Rica | 25  | 14 | 7 | 4 | 3  | 13 | 8  | +5   |  | Costa Rica                 | 1-0 | 0-1 | 2-0 |     | 1-0 | 1-1 | 2-1 | 2-1 |
| 5    | Panama     | 21  | 14 | 6 | 3 | 5  | 17 | 19 | -2   |  | Panama                     | 1-0 | 1-1 | 1-0 | 0-0 |     | 3-2 | 2-1 | 1-1 |
| 6    | Jamaïque   | 11  | 14 | 2 | 5 | 7  | 12 | 22 | -10  |  | Jamaïque                   | 0-0 | 1-2 | 1-1 | 0-1 | 0-3 |     | 1-1 | 2-1 |
| 7    | Salvador   | 10  | 14 | 2 | 4 | 8  | 8  | 18 | -10  |  | Salvador                   | 0-2 | 0-2 | 0-0 | 1-2 | 1-0 | 1-1 |     | 0-0 |
| 8    | Honduras   | 4   | 14 | 0 | 4 | 10 | 7  | 26 | -19  |  | Honduras                   | 0-2 | 0-1 | 1-4 | 0-0 | 2-3 | 0-2 | 0-2 |     |

### 1rejournée
| 2 septembre 2021  | Canada           | 1 - 1   | Honduras                 | BMO Field, Toronto                                 |                                                    |
| 20h05 (UTC−04:00) | Larin 66e (pen.) | (0 - 1) | 40e (pen.) López         | Spectateurs : 14 822 Arbitrage : Fernando Guerrero | Spectateurs : 14 822 Arbitrage : Fernando Guerrero |
| 20h05 (UTC−04:00) | Vitória 61e      | Rapport | 45+2e Rivas · 80e Pineda | Spectateurs : 14 822 Arbitrage : Fernando Guerrero | Spectateurs : 14 822 Arbitrage : Fernando Guerrero |

| 2 septembre 2021  | Panama           | 0 - 0   | Costa Rica | Stade Rommel Fernández, Panama               |                                              |
| 20h05 (UTC−05:00) |                  | (0 - 0) |            | Spectateurs : 14 000 Arbitrage : Iván Barton | Spectateurs : 14 000 Arbitrage : Iván Barton |
| 20h05 (UTC−05:00) | Carrasquilla 79e | Rapport | 79e Brenes | Spectateurs : 14 000 Arbitrage : Iván Barton | Spectateurs : 14 000 Arbitrage : Iván Barton |

| 2 septembre 2021  | Mexique                  | 2 - 1   | Jamaïque      | Stade Azteca, Mexico                                 |                                                      |
| 21h00 (UTC−05:00) | Vega 50e · Martin 89e    | (0 - 0) | 65e Nicholson | Spectateurs : 0 (huis clos) Arbitrage : Selvin Brown | Spectateurs : 0 (huis clos) Arbitrage : Selvin Brown |
| 21h00 (UTC−05:00) | Vega 21e · Álvarez 45+3e | Rapport | 21e Burke     | Spectateurs : 0 (huis clos) Arbitrage : Selvin Brown | Spectateurs : 0 (huis clos) Arbitrage : Selvin Brown |

| 2 septembre 2021  | Salvador       | 0 - 0   | États-Unis                | Stade Cuscatlán, San Salvador                          |                                                        |
| 20h05 (UTC−06:00) |                | (0 - 0) |                           | Spectateurs : 29 000 Arbitrage : Juan Gabriel Calderon | Spectateurs : 29 000 Arbitrage : Juan Gabriel Calderon |
| 20h05 (UTC−06:00) | Monterroza 40e | Rapport | 67e McKennie · 68e Yedlin | Spectateurs : 29 000 Arbitrage : Juan Gabriel Calderon | Spectateurs : 29 000 Arbitrage : Juan Gabriel Calderon |

### 2ejournée
| 5 septembre 2021  | Jamaïque      | 0 - 3   | Panama                                     | Independence Park, Kingston                            |                                                        |
| 17h00 (UTC−05:00) |               | (0 - 2) | 14e Andrade · 39e Blackburn · 82e Waterman | Spectateurs : 0 (huis clos) Arbitrage : Ismael Cornejo | Spectateurs : 0 (huis clos) Arbitrage : Ismael Cornejo |
| 17h00 (UTC−05:00) | Nicholson 89e | Rapport |                                            | Spectateurs : 0 (huis clos) Arbitrage : Ismael Cornejo | Spectateurs : 0 (huis clos) Arbitrage : Ismael Cornejo |

| 5 septembre 2021  | Salvador                                          | 0 - 0   | Honduras   | Stade Cuscatlán, San Salvador                 |                                               |
| 17h00 (UTC−06:00) |                                                   | (0 - 0) |            | Spectateurs : 29 000 Arbitrage : Walter López | Spectateurs : 29 000 Arbitrage : Walter López |
| 17h00 (UTC−06:00) | Zavaleta 22e · Hernández 90+7e · Domínguez 90+12e | Rapport | 16e Garcia | Spectateurs : 29 000 Arbitrage : Walter López | Spectateurs : 29 000 Arbitrage : Walter López |

| 5 septembre 2021  | Costa Rica                                     | 0 - 1   | Mexique                                   | Stade national, San José                      |                                               |
| 17h00 (UTC−06:00) |                                                | (0 - 1) | 45+1e (pen.) Pineda                       | Spectateurs : 3 000 Arbitrage : Ismail Elfath | Spectateurs : 3 000 Arbitrage : Ismail Elfath |
| 17h00 (UTC−06:00) | Blanco 35e · Calvo 37e · Moya 42e · Guzmán 68e | Rapport | 45+3e Gallardo · 73e Montes · 75e Álvarez | Spectateurs : 3 000 Arbitrage : Ismail Elfath | Spectateurs : 3 000 Arbitrage : Ismail Elfath |

| 5 septembre 2021  | États-Unis                              | 1 - 1   | Canada                | Nissan Stadium, Nashville                      |                                                |
| 19h00 (UTC−05:00) | Aaronson 55e                            | (0 - 0) | 62e Larin             | Spectateurs : 43 028 Arbitrage : Oshane Nation | Spectateurs : 43 028 Arbitrage : Oshane Nation |
| 19h00 (UTC−05:00) | Siebatcheu 29e · Brooks 32e · Adams 69e | Rapport | 28e Laryea · 68e Kaye | Spectateurs : 43 028 Arbitrage : Oshane Nation | Spectateurs : 43 028 Arbitrage : Oshane Nation |

### 3ejournée
| 8 septembre 2021  | Canada                                   | 3 - 0   | Salvador  | BMO Field, Toronto                               |                                                  |
| 19h30 (UTC−04:00) | Hutchinson 6e · David 11e · Buchanan 59e | (2 - 0) |           | Spectateurs : 15 000 Arbitrage : Ricardo Montero | Spectateurs : 15 000 Arbitrage : Ricardo Montero |
| 19h30 (UTC−04:00) | Buchanan 18e · Adekugbe 73e              | Rapport | 33e Larín | Spectateurs : 15 000 Arbitrage : Ricardo Montero | Spectateurs : 15 000 Arbitrage : Ricardo Montero |

| 8 septembre 2021  | Panama        | 1 - 1   | Mexique    | Stade Rommel Fernández, Panama                 |                                                |
| 19h05 (UTC−05:00) | Blackburn 28e | (1 - 0) | 76e Corona | Spectateurs : 16 000 Arbitrage : Mario Escobar | Spectateurs : 16 000 Arbitrage : Mario Escobar |
| 19h05 (UTC−05:00) | Rapport       |         |            | Spectateurs : 16 000 Arbitrage : Mario Escobar | Spectateurs : 16 000 Arbitrage : Mario Escobar |

| 8 septembre 2021  | Costa Rica | 1 - 1   | Jamaïque                               | Stade national, San José                     |                                              |
| 19h00 (UTC−06:00) | Marín 3e   | (1 - 0) | 47e Nicholson                          | Spectateurs : 3 000 Arbitrage : Drew Fischer | Spectateurs : 3 000 Arbitrage : Drew Fischer |
| 19h00 (UTC−06:00) | Ruiz 90e   | Rapport | 45+2e Burke · 83e Lowe · 90+4e Turgott | Spectateurs : 3 000 Arbitrage : Drew Fischer | Spectateurs : 3 000 Arbitrage : Drew Fischer |

| 8 septembre 2021  | Honduras | 1 - 4   | États-Unis                                             | Stade olympique Metropolitano, San Pedro Sula       |                                                     |
| 20h30 (UTC−06:00) | Moya 27e | (1 - 0) | 48e Robinson · 75e Pepi · 86e Aaronson · 90+3e Lletget | Spectateurs : 31 000 Arbitrage : Fernando Hernández | Spectateurs : 31 000 Arbitrage : Fernando Hernández |
| 20h30 (UTC−06:00) | Rapport  |         |                                                        | Spectateurs : 31 000 Arbitrage : Fernando Hernández | Spectateurs : 31 000 Arbitrage : Fernando Hernández |

### 4ejournée
| 7 octobre 2021    | États-Unis   | 2 - 0   | Jamaïque               | Q2 Stadium, Austin                          |                                             |
| 18h30 (UTC−05:00) | Pepi 49e 62e | (0 - 0) |                        | Spectateurs : 20 500 Arbitrage : Reon Radix | Spectateurs : 20 500 Arbitrage : Reon Radix |
| 18h30 (UTC−05:00) |              | Rapport | 1e Lawrence · 34e Lowe | Spectateurs : 20 500 Arbitrage : Reon Radix | Spectateurs : 20 500 Arbitrage : Reon Radix |

| 7 octobre 2021    | Honduras | 0 - 0   | Costa Rica              | Stade olympique Metropolitano, San Pedro Sula  |                                                |
| 18h05 (UTC−06:00) |          | (0 - 0) |                         | Spectateurs : 19 000 Arbitrage : Mario Escobar | Spectateurs : 19 000 Arbitrage : Mario Escobar |
| 18h05 (UTC−06:00) |          | Rapport | 71e Blanco · 84e Oviedo | Spectateurs : 19 000 Arbitrage : Mario Escobar | Spectateurs : 19 000 Arbitrage : Mario Escobar |

| 7 octobre 2021    | Mexique     | 1 - 1   | Canada                                                  | Stade Azteca, Mexico                            |                                                 |
| 20h40 (UTC−05:00) | Sánchez 21e | (1 - 1) | 42e Osorio                                              | Spectateurs : 61 200 Arbitrage : Ismael Cornejo | Spectateurs : 61 200 Arbitrage : Ismael Cornejo |
| 20h40 (UTC−05:00) | Corona 57e  | Rapport | 55e Eustáquio · 57e Laryea · 68e Buchanan · 83e Vitória | Spectateurs : 61 200 Arbitrage : Ismael Cornejo | Spectateurs : 61 200 Arbitrage : Ismael Cornejo |

| 7 octobre 2021    | Salvador                | 1 - 0   | Panama    | Stade Cuscatlán, San Salvador                  |                                                |
| 20h05 (UTC−06:00) | E. Hernández 37e        | (1 - 0) |           | Spectateurs : 10 000 Arbitrage : Oshane Nation | Spectateurs : 10 000 Arbitrage : Oshane Nation |
| 20h05 (UTC−06:00) | Pineda 74e · Punyed 86e | Rapport | 44e Godoy | Spectateurs : 10 000 Arbitrage : Oshane Nation | Spectateurs : 10 000 Arbitrage : Oshane Nation |

### 5ejournée
| 10 octobre 2021   | Jamaïque                                      | 0 - 0   | Canada     | Independence Park, Kingston                |                                            |
| 17h00 (UTC−05:00) |                                               | (0 - 0) |            | Spectateurs : 0 Arbitrage : Keylor Herrera | Spectateurs : 0 Arbitrage : Keylor Herrera |
| 17h00 (UTC−05:00) | Fisher 7e · Watson 16e · Roofe 47e · Gray 80e | Rapport | 21e Piette | Spectateurs : 0 Arbitrage : Keylor Herrera | Spectateurs : 0 Arbitrage : Keylor Herrera |

| 10 octobre 2021   | Costa Rica                      | 2 - 1   | Salvador                                  | Stade national du Costa Rica, San José        |                                               |
| 16h00 (UTC−06:00) | B. Ruiz 52e · Borges 58e (pen.) | (0 - 1) | 12e J. Henríquez                          | Spectateurs : 5 000 Arbitrage : Said Martínez | Spectateurs : 5 000 Arbitrage : Said Martínez |
| 16h00 (UTC−06:00) | Borges 66e                      | Rapport | 46e Pineda · 46e Domínguez · 85e Orellana | Spectateurs : 5 000 Arbitrage : Said Martínez | Spectateurs : 5 000 Arbitrage : Said Martínez |

| 10 octobre 2021   | Panama       | 1 - 0   | États-Unis | Stade Rommel Fernández, Panama City                 |                                                     |
| 17h00 (UTC−05:00) | Godoy 54e    | (0 - 0) |            | Spectateurs : 21 000 Arbitrage : César Arturo Ramos | Spectateurs : 21 000 Arbitrage : César Arturo Ramos |
| 17h00 (UTC−05:00) | Stephens 76e | Rapport |            | Spectateurs : 21 000 Arbitrage : César Arturo Ramos | Spectateurs : 21 000 Arbitrage : César Arturo Ramos |

| 10 octobre 2021   | Mexique                                   | 3 - 0   | Honduras                   | Stade Azteca, Mexico                           |                                                |
| 18h00 (UTC−05:00) | Cordova 18e · Funes Mori 76e · Lozano 86e | (1 - 0) |                            | Spectateurs : 70 000 Arbitrage : Ismail Elfath | Spectateurs : 70 000 Arbitrage : Ismail Elfath |
| 18h00 (UTC−05:00) | Montes 12e                                | Rapport | 21e Pereira · 45+2e Acosta | Spectateurs : 70 000 Arbitrage : Ismail Elfath | Spectateurs : 70 000 Arbitrage : Ismail Elfath |

### 6ejournée
| 13 octobre 2021   | États-Unis                   | 2 - 1   | Costa Rica | Lower.com Field, Columbus                         |                                                   |
| 19h00 (UTC−04:00) | Dest 25e · Moreira 66e (csc) | (1 - 1) | 1re Fuller | Spectateurs : 20 165 Arbitrage : Daneon Parchment | Spectateurs : 20 165 Arbitrage : Daneon Parchment |
| 19h00 (UTC−04:00) | Rapport                      |         |            | Spectateurs : 20 165 Arbitrage : Daneon Parchment | Spectateurs : 20 165 Arbitrage : Daneon Parchment |

| 13 octobre 2021   | Canada                                                    | 4 - 1   | Panama                                             | BMO Field, Toronto                                  |                                                     |
| 19h30 (UTC−04:00) | Murillo 28e (csc) · Davies 66e · Buchanan 71e · David 78e | (1 - 1) | 5e Blackburn                                       | Spectateurs : 26 622 Arbitrage : Armando Villarreal | Spectateurs : 26 622 Arbitrage : Armando Villarreal |
| 19h30 (UTC−04:00) | Brym 90+5e                                                | Rapport | 26e Davis · 31e Murillo · 54e Cooper · 90+5e Godoy | Spectateurs : 26 622 Arbitrage : Armando Villarreal | Spectateurs : 26 622 Arbitrage : Armando Villarreal |

| 13 octobre 2021   | Honduras   | 0 - 2   | Jamaïque               | Stade olympique Metropolitano, San Pedro Sula |                                              |
| 18h05 (UTC−06:00) |            | (0 - 1) | 38e Roofe · 79e Fisher | Spectateurs : 18 000 Arbitrage : Bryan López  | Spectateurs : 18 000 Arbitrage : Bryan López |
| 18h05 (UTC−06:00) | Flores 37e | Rapport | 84e Lowe               | Spectateurs : 18 000 Arbitrage : Bryan López  | Spectateurs : 18 000 Arbitrage : Bryan López |

| 13 octobre 2021   | Salvador                  | 0 - 2   | Mexique                                                 | Stade Cuscatlán, San Salvador                 |                                               |
| 20h05 (UTC−04:00) |                           | (0 - 1) | 30e Moreno · 90+3e (pen.) Jiménez                       | Spectateurs : 31 000 Arbitrage : Drew Fischer | Spectateurs : 31 000 Arbitrage : Drew Fischer |
| 20h05 (UTC−04:00) | Portillo 37e · Jacobo 48e | Rapport | 27e Lozano · 56e, 67e Araujo · 74e Moreno · 78e Jiménez | Spectateurs : 31 000 Arbitrage : Drew Fischer | Spectateurs : 31 000 Arbitrage : Drew Fischer |

### 7ejournée
| 12 novembre 2021  | Honduras                                                | 2 - 3   | Panama                               | Stade olympique Metropolitano, San Pedro Sula |                                               |
| 19h05 (UTC−06:00) | Elis 30e · Moya 59e                                     | (1- 0)  | 77e Waterman · 81e Yanis · 85e Davis | Spectateurs : 10 000 Arbitrage : Drew Fischer | Spectateurs : 10 000 Arbitrage : Drew Fischer |
| 19h05 (UTC−06:00) | Elis 11e · Lozano 18e · Meléndez 65e · L. Fernández 84e | Rapport | 41e Stephens                         | Spectateurs : 10 000 Arbitrage : Drew Fischer | Spectateurs : 10 000 Arbitrage : Drew Fischer |

| 12 novembre 2021  | Salvador   | 1 - 1   | Jamaïque               | Stade Cuscatlán, San Salvador                            |                                                          |
| 20h00 (UTC−06:00) | Roldan 90e | (0 - 0) | 82e Antonio            | Spectateurs : 10 000 Arbitrage : José Raúl Torres Rivera | Spectateurs : 10 000 Arbitrage : José Raúl Torres Rivera |
| 20h00 (UTC−06:00) |            | Rapport | 42e Grant · 48e Bailey | Spectateurs : 10 000 Arbitrage : José Raúl Torres Rivera | Spectateurs : 10 000 Arbitrage : José Raúl Torres Rivera |

| 12 novembre 2021  | Canada                   | 1 - 0   | Costa Rica                | Stade du Commonwealth, Edmonton                |                                                |
| 19h05 (UTC−06:00) | David 57e                | (0 - 0) |                           | Spectateurs : 48 806 Arbitrage : Ismail Elfath | Spectateurs : 48 806 Arbitrage : Ismail Elfath |
| 19h05 (UTC−06:00) | Laryea 18e · Vitória 34e | Rapport | 23e Bennette · 71e Blanco | Spectateurs : 48 806 Arbitrage : Ismail Elfath | Spectateurs : 48 806 Arbitrage : Ismail Elfath |

| 12 novembre 2021  | États-Unis                                     | 2 - 0   | Mexique                       | TQL Stadium, Cincinnati                      |                                              |
| 21h10 (UTC−05:00) | Pulisic 74e · McKennie 85e                     | (0 - 0) |                               | Spectateurs : 26 000 Arbitrage : Iván Barton | Spectateurs : 26 000 Arbitrage : Iván Barton |
| 21h10 (UTC−05:00) | Robinson 59e, 89e · Steffen 68e · McKennie 68e | Rapport | 45+1e Romo · 68e L. Rodríguez | Spectateurs : 26 000 Arbitrage : Iván Barton | Spectateurs : 26 000 Arbitrage : Iván Barton |

### 8ejournée
| 16 novembre 2021  | Jamaïque              | 1 - 1   | États-Unis | Independence Park, Kingston                   |                                               |
| 17h00 (UTC−05:00) | Antonio 22e           | (1 - 1) | 11e Weah   | Spectateurs : 4 100 Arbitrage : Juan Calderon | Spectateurs : 4 100 Arbitrage : Juan Calderon |
| 17h00 (UTC−05:00) | Watson 8e · Brown 40e | Rapport |            | Spectateurs : 4 100 Arbitrage : Juan Calderon | Spectateurs : 4 100 Arbitrage : Juan Calderon |

| 16 novembre 2021  | Costa Rica                | 2 - 1   | Honduras   | Stade national du Costa Rica, San José |                          |
| 19h05 (UTC−06:00) | Duarte 20e · Torres 90+5e | (1 - 1) | 35e Quioto | Arbitrage : Jair Marrufo               | Arbitrage : Jair Marrufo |
| 19h05 (UTC−06:00) | Campbell 90+2e            | Rapport |            | Arbitrage : Jair Marrufo               | Arbitrage : Jair Marrufo |

| 16 novembre 2021  | Panama                     | 2 - 1   | Salvador      | Stade Rommel Fernández, Panama |                         |
| 20h05 (UTC−05:00) | Waterman 50e · Gondola 52e | (0 - 1) | 20e Henriquez | Arbitrage : Marco Ortiz        | Arbitrage : Marco Ortiz |
| 20h05 (UTC−05:00) | Nelson 65e                 | Rapport | 6e Landaverde | Arbitrage : Marco Ortiz        | Arbitrage : Marco Ortiz |

| 16 novembre 2021  | Canada          | 2 - 1   | Mexique                          | Stade du Commonwealth, Edmonton                |                                                |
| 19h05 (UTC−07:00) | Larin 45+2e 52e | (1 - 0) | 90e Héctor Herrera               | Spectateurs : 44 212 Arbitrage : Mario Escobar | Spectateurs : 44 212 Arbitrage : Mario Escobar |
| 19h05 (UTC−07:00) | Henry 13e       | Rapport | 15e Lozano · 90+8e Néstor Araujo | Spectateurs : 44 212 Arbitrage : Mario Escobar | Spectateurs : 44 212 Arbitrage : Mario Escobar |

### 9ejournée
| 27 janvier 2022   | Jamaïque    | 1 - 2   | Mexique               | Independence Park, Kingston                            |                                                        |
| 19h00 (UTC-05:00) | Johnson 50e | (0 - 0) | 82e Martín · 83e Vega | Spectateurs : 0 (huis clos) Arbitrage : Ismael Cornejo | Spectateurs : 0 (huis clos) Arbitrage : Ismael Cornejo |
| 19h00 (UTC-05:00) | Lowe 45+2e  | Rapport |                       | Spectateurs : 0 (huis clos) Arbitrage : Ismael Cornejo | Spectateurs : 0 (huis clos) Arbitrage : Ismael Cornejo |

| 27 janvier 2022   | Honduras                              | 0 - 2   | Canada                                        | Stade olympique Metropolitano, San Pedro Sula |                              |
| 19h05 (UTC−06:00) |                                       | (0 - 1) | 11e (csc) Maldonado · 73e David               | Arbitrage : Daneon Parchment                  | Arbitrage : Daneon Parchment |
| 19h05 (UTC−06:00) | Mejía 30e · Rodríguez 61e · Quaye 69e | Rapport | 45+1e Fraser · 62e Hutchinson · 85e Cavallini | Arbitrage : Daneon Parchment                  | Arbitrage : Daneon Parchment |

| 27 janvier 2022   | États-Unis   | 1 - 0   | Salvador | Lower.com Field, Columbus                    |                                              |
| 19h00 (UTC-05:00) | Robinson 52e | (0 - 0) |          | Spectateurs : 20,000 Arbitrage : Bryan López | Spectateurs : 20,000 Arbitrage : Bryan López |
| 19h00 (UTC-05:00) | Rapport      |         |          | Spectateurs : 20,000 Arbitrage : Bryan López | Spectateurs : 20,000 Arbitrage : Bryan López |

| 27 janvier 2022   | Costa Rica | 1 - 0   | Panama | Stade national, San José  |                           |
| 20h05 (UTC−06:00) | Ruiz 65e   | (0 - 0) |        | Arbitrage : Ismail Elfath | Arbitrage : Ismail Elfath |
| 20h05 (UTC−06:00) | Rapport    |         |        | Arbitrage : Ismail Elfath | Arbitrage : Ismail Elfath |

### 10ejournée
| 30 janvier 2022 | Canada                     | 2 - 0   | États-Unis | Stade Tim Hortons, Hamilton                  |                                              |
| 15h05 UTC-5     | Larin 7e · Adekugbe 90+5e  | (1 - 0) |            | Spectateurs : 12 000 Arbitrage : César Ramos | Spectateurs : 12 000 Arbitrage : César Ramos |
| 15h05 UTC-5     | Vitória 31e · Buchanan 88e | Rapport |            | Spectateurs : 12 000 Arbitrage : César Ramos | Spectateurs : 12 000 Arbitrage : César Ramos |

| 30 janvier 2022 | Panama                                   | 3 - 2   | Jamaïque                     | Estadio Rommel Fernández, Ville de Panama |                                          |
| 17h05 UTC-5     | Brown 43e (csc) · Davis 51e · Ariano 69e | (1 - 1) | 5e (pen.) Antonio · 87e Gray | Spectateurs : 0 Arbitrage : Selvin Brown  | Spectateurs : 0 Arbitrage : Selvin Brown |
| 17h05 UTC-5     |                                          | Rapport | 45e Morrison · 90+4e Pinnock | Spectateurs : 0 Arbitrage : Selvin Brown  | Spectateurs : 0 Arbitrage : Selvin Brown |

| 30 janvier 2022 | Mexique                       | 0 - 0   | Costa Rica                | Estadio Azteca, Mexico                        |                                               |
| 17h00 UTC-6     |                               | (0 - 0) |                           | Spectateurs : 2 000 Arbitrage : Said Martínez | Spectateurs : 2 000 Arbitrage : Said Martínez |
| 17h00 UTC-6     | L. Rodríguez 50e · Moreno 81e | Rapport | 13e Martínez · 39e Fuller | Spectateurs : 2 000 Arbitrage : Said Martínez | Spectateurs : 2 000 Arbitrage : Said Martínez |

| 30 janvier 2022 | Honduras | 0 - 2   | Salvador                     | Estadio Olímpico Metropolitano, San Pedro Sula |                                                |
| 18h05 UTC-6     |          | (0 - 1) | 35e Bonilla · 90+2e Cerén    | Spectateurs : 3 000 Arbitrage : Keylor Herrera | Spectateurs : 3 000 Arbitrage : Keylor Herrera |
| 18h05 UTC-6     |          | Rapport | 24e Landaverde · 82e Tamacas | Spectateurs : 3 000 Arbitrage : Keylor Herrera | Spectateurs : 3 000 Arbitrage : Keylor Herrera |

### 11ejournée
| 2 février 2022 | Jamaïque     | 0 - 1   | Costa Rica   | Independence Park, Kingston                         |                                                     |
| 19h00 UTC-5    |              | (0 - 0) | 62e Campbell | Spectateurs : 0 (huis clos) Arbitrage : Marco Ortiz | Spectateurs : 0 (huis clos) Arbitrage : Marco Ortiz |
| 19h00 UTC-5    | Williams 13e | Rapport |              | Spectateurs : 0 (huis clos) Arbitrage : Marco Ortiz | Spectateurs : 0 (huis clos) Arbitrage : Marco Ortiz |

| 2 février 2022 | États-Unis                                | 3 - 0   | Honduras              | Allianz Field, Saint Paul                      |                                                |
| 18h30 UTC-6    | McKennie 8e · Zimmerman 37e · Pulisic 67e | (2 - 0) |                       | Spectateurs : 19 202 Arbitrage : Oshane Nation | Spectateurs : 19 202 Arbitrage : Oshane Nation |
| 18h30 UTC-6    | Weah 75e                                  | Rapport | 36e Mejía · 36e Quaye | Spectateurs : 19 202 Arbitrage : Oshane Nation | Spectateurs : 19 202 Arbitrage : Oshane Nation |

| 2 février 2022 | Salvador                   | 0 - 2   | Canada                       | Estadio Cuscatlán, San Salvador                    |                                                    |
| 20h00 UTC-6    |                            | (0 - 0) | 66e Hutchinson · 90+3e David | Spectateurs : 9 000 Arbitrage : Armando Villarreal | Spectateurs : 9 000 Arbitrage : Armando Villarreal |
| 20h00 UTC-6    | Domínguez 18e · Roldan 36e | Rapport | 29e Henry · 90e Adekugbe     | Spectateurs : 9 000 Arbitrage : Armando Villarreal | Spectateurs : 9 000 Arbitrage : Armando Villarreal |

| 2 février 2022 | Mexique            | 1 - 0   | Panama                                 | Estadio Azteca, Mexico                      |                                             |
| 21h00 UTC-6    | Jiménez 80e (pen.) | (0 - 0) |                                        | Spectateurs : 2 000 Arbitrage : Iván Barton | Spectateurs : 2 000 Arbitrage : Iván Barton |
| 21h00 UTC-6    | Herrera 46e        | Rapport | 89e Davis · 90e Fajardo · 90+1e Cooper | Spectateurs : 2 000 Arbitrage : Iván Barton | Spectateurs : 2 000 Arbitrage : Iván Barton |

### 12ejournée
| 24 mars 2022 | Jamaïque            | 1 - 1   | Salvador                              | Independence Park, Kingston          |                                      |
| 18h05 UTC-5  | Gray 72e            | (0 - 1) | 21e Zavaleta                          | Arbitrage : Fernando Hernández Gómez | Arbitrage : Fernando Hernández Gómez |
| 18h05 UTC-5  | King 25e · Lowe 86e | Rapport | 42e Cerén · 50e Henríquez · 78e Lemus | Arbitrage : Fernando Hernández Gómez | Arbitrage : Fernando Hernández Gómez |

| 24 mars 2022 | Panama        | 1 - 1   | Honduras                                             | Estadio Rommel Fernández, Panama |                           |
| 20h05 UTC-5  | Blackburn 23e | (1 - 0) | 65e K. López                                         | Arbitrage : Ismail Elfath        | Arbitrage : Ismail Elfath |
| 20h05 UTC-5  | Waterman 84e  | Rapport | 11e Arriaga · 44e Decas · 70e Sacaza · 80e Maldonado | Arbitrage : Ismail Elfath        | Arbitrage : Ismail Elfath |

| 24 mars 2022 | Mexique                  | 0 - 0   | États-Unis                          | Estadio Azteca, Mexico                         |                                                |
| 20h00 UTC-6  |                          | (0 - 0) |                                     | Spectateurs : 47 000 Arbitrage : Mario Escobar | Spectateurs : 47 000 Arbitrage : Mario Escobar |
| 20h00 UTC-6  | Álvarez 21e · Vega 90+1e | Rapport | 9e Robinson · 26e Yedlin · 39e Weah | Spectateurs : 47 000 Arbitrage : Mario Escobar | Spectateurs : 47 000 Arbitrage : Mario Escobar |

| 24 mars 2022 | Costa Rica                  | 1 - 0   | Canada        | Stade national, San José  |                           |
| 20h05 UTC-6  | Borges 45+1e                | (1 - 0) |               | Arbitrage : Said Martínez | Arbitrage : Said Martínez |
| 20h05 UTC-6  | Venegas 35e · Matarrita 54e | Rapport | 15e, 34e Kaye | Arbitrage : Said Martínez | Arbitrage : Said Martínez |

### 13ejournée
| 27 mars 2022 | Canada                                                      | 4 - 0   | Jamaïque  | BMO Field, Toronto                                         |                                                            |
| 16h05 UTC-4  | Larin 13e · Buchanan 44e · Hoilett 83e · Mariappa 88e (csc) | (2 - 0) |           | Spectateurs : 29 122 Arbitrage : Fernando Guerrero Ramírez | Spectateurs : 29 122 Arbitrage : Fernando Guerrero Ramírez |
| 16h05 UTC-4  |                                                             | Rapport | 43e Brown | Spectateurs : 29 122 Arbitrage : Fernando Guerrero Ramírez | Spectateurs : 29 122 Arbitrage : Fernando Guerrero Ramírez |

| 27 mars 2022 | Salvador               | 1 - 2   | Costa Rica                     | Estadio Cuscatlán, San Salvador |                              |
| 15h05 UTC-6  | Gil 31e                | (1 - 2) | 30e Contreras · 45+1e Campbell | Arbitrage : Daneon Parchment    | Arbitrage : Daneon Parchment |
| 15h05 UTC-6  | Larín 49e · Reyes (el) | Rapport |                                | Arbitrage : Daneon Parchment    | Arbitrage : Daneon Parchment |

| 27 mars 2022 | États-Unis                                                       | 5 - 1   | Panama                                    | Exploria Stadium, Orlando                    |                                              |
| 19h00 UTC-4  | Pulisic 17e (pen.) 45+4e (pen.) 65e · Arriola 23e · Ferreira 27e | (4 - 0) | 86e Godoy                                 | Spectateurs : 25 022 Arbitrage : Iván Barton | Spectateurs : 25 022 Arbitrage : Iván Barton |
| 19h00 UTC-4  | Pulisic 69e · Long 85e                                           | Rapport | 45+3e Godoy · 45+3e Blackburn · 57e Davis | Spectateurs : 25 022 Arbitrage : Iván Barton | Spectateurs : 25 022 Arbitrage : Iván Barton |

| 27 mars 2022 | Honduras                                  | 0 - 1   | Mexique                   | Estadio Olímpico Metropolitano, San Pedro Sula |                                                |
| 17h05 UTC-6  |                                           | (0 - 0) | 70e Álvarez               | Spectateurs : 0 Arbitrage : Armando Villarreal | Spectateurs : 0 Arbitrage : Armando Villarreal |
| 17h05 UTC-6  | Arriaga 7e · K. López 69e · Maldonado 75e | Rapport | 29e Herrera · 65e Arteaga | Spectateurs : 0 Arbitrage : Armando Villarreal | Spectateurs : 0 Arbitrage : Armando Villarreal |

### 14ejournée
| 30 mars 2022 | Mexique                         | 2 - 0   | Salvador                                              | Estadio Azteca, Mexico    |                           |
| 19h05 UTC-6  | Antuna 17e · Jiménez 43e (pen.) | (2 - 0) |                                                       | Arbitrage : Oshane Nation | Arbitrage : Oshane Nation |
| 19h05 UTC-6  | Gutiérrez 90+1e                 | Rapport | 13e Lemus · 31e Henríquez · 63e Hernández · 67e Vigil | Arbitrage : Oshane Nation | Arbitrage : Oshane Nation |

| 30 mars 2022 | Costa Rica                 | 2 - 0   | États-Unis | Stade national, San José |                          |
| 19h05 UTC-6  | Vargas 51e · Contreras 59e | (0 - 0) |            | Arbitrage : Drew Fischer | Arbitrage : Drew Fischer |
| 19h05 UTC-6  | Mora 63e · Galo 81e        | Rapport |            | Arbitrage : Drew Fischer | Arbitrage : Drew Fischer |

| 30 mars 2022 | Jamaïque                                              | 2 - 1   | Honduras          | Independence Park, Kingston |                            |
| 20h05 UTC-5  | Bailey 39e (pen.) · Morrison 45+2e                    | (2 - 1) | 18e (pen.) Tejeda | Arbitrage : Keylor Herrera  | Arbitrage : Keylor Herrera |
| 20h05 UTC-5  | Williams 52e · Bailey 59e · Green 64e · Bygrave 90+3e | Rapport | 37e Decas         | Arbitrage : Keylor Herrera  | Arbitrage : Keylor Herrera |

| 30 mars 2022 | Panama                                                                                     | 1 - 0   | Canada                     | Estadio Rommel Fernández, Ville de Panama |                          |
| 20h05 UTC-5  | Torres 49e                                                                                 | (0 - 0) |                            | Arbitrage : Jair Marrufo                  | Arbitrage : Jair Marrufo |
| 20h05 UTC-5  | Davis 15e · Martínez 47e · Cummings 57e · Carrasquilla 89e · Rodríguez 90+5e · Mejía 90+7e | Rapport | 16e Cavallini · 89e Osorio | Arbitrage : Jair Marrufo                  | Arbitrage : Jair Marrufo |

## Statistiques

### Classement des buteurs
4 buts        
- Cyle Larin

3 buts      
- Jonathan David
- Ricardo Pepi
- Rolando Blackburn
- Cecilio Waterman
- Raul Jiménez

2 buts    
- Tajon Buchanan
- Brenden Aaronson
- Brayan Moya
- Shamar Nicholson
- Michail Antonio
- Jairo Henríquez
- Gabriel Torres

1 but  
- Atiba Hutchinson
- Jonathan Osorio
- Alphonso Davies
- Jimmy Marín
- Bryan Ruiz
- Celso Borges
- Keysher Fuller
- Óscar Duarte
- Antonee Robinson
- Sebastian Lletget
- Sergiño Dest
- Christian Pulisic
- Weston McKennie
- Timothy Weah
- Alexander López
- Alberth Elis
- Romell Quioto
- Kemar Roofe
- Oniel Fisher
- Alexis Vega
- Henry Martin
- Orbelín Pineda
- Jesús Corona
- Jorge Sánchez
- Sebastian Cordova
- Rogelio Funes Mori
- Hirving Lozano
- Hector Moreno
- Uriel Antuna
- Héctor Herrera
- Andrés Andrade
- Anibal Godoy
- César Yanis
- Eric Davis
- Freddy Gondola
- Enrico Hernández
- Alexander Roldan

but contre son camp  (csc)
- Leonel Moreira (pour les États-Unis)
- Michael Murillo (pour le Canada)